# Gómez Manrique (poeta)
Gómez Manrique (Amusco, provincia de Palencia, 1412-Toledo, c. 20 de noviembre de 1490) fue un noble, poeta y dramaturgo del Prerrenacimiento español, señor de Villazopeque, Bembibre, Matanza y Cordovilla, sobrino del poeta Íñigo López de Mendoza, marqués de Santillana, y tío del también poeta Jorge Manrique.

## Familia
Fue el cuarto hijo varón del adelantado mayor del reino de León, VIII señor de Amusco, y III.er señor de Treviño, Pedro Manrique de Lara y Mendoza y de su mujer Leonor de Castilla, hija del I.er duque de Benavente Fadrique y nieta del rey Enrique II de Castilla. Tuvo catorce hermanos, siete varones y siete mujeres.
Sus abuelos paternos fueron Diego Gómez Manrique de Lara y Juana de Mendoza, la cual, tras enviudar, se volvió a casar con Alfonso Enríquez, bisabuelos del rey Fernando II el Católico. Por parte de su madre, sus abuelos fueron Fadrique de Castilla, hijo ilegítimo del rey Enrique II, y Leonor Sánchez de Castilla. Uno de sus hermanos fue el maestre de la Orden de Santiago, Rodrigo Manrique, a quien están dedicadas las famosas Coplas a la muerte de su padre de su sobrino Jorge Manrique.
Era una estirpe, pues, de hombres de letras. La familia de los Manrique de Lara pertenecía a la más antigua nobleza de España y estaba en posesión de importantes títulos nobiliarios como el Ducado de Nájera, el Marquesado de Aguilar de Campoo y el Condado de Paredes de Nava, cuyo primer titular fue su ya citado hermano Rodrigo. Gómez Manrique casó con Juana de Mendoza, a la que están dirigidas las obras de la monja sordomuda y escritora mística Teresa de Cartagena.
En su testamento, otorgado en Toledo el 31 de mayo de 1490, pidió ser enterrado en el Real Monasterio de la Consolación en Calabazanos, Palencia. Bartolomé José Gallardo nos ha transmitido el inventario de sus cosas, incluidos los tapices y los 39 libros escogidos de su biblioteca:

Entre los tapices figuran «un paño francés grande, de ras, de la Estoria de Carlos Magno y otro de la Estoria d' Ettor. Los libros no pasan de 39, incluyendo entre ellos el Cancionero de su merced. Los castellanos están en gran mayoría sobre los latinos, y aun de algunos de éstos, como La primera década de Tito Livio, las Epístolas de Séneca a Lucilio, el Boecio Severino, el Salustio, el Trogo Pompeyo (o sea, su compendiador Justino), el libro de los Metamorfóseos, de Ovidio, puede suponerse que no los tenía en su original sino en lengua vulgar, castellana o italiana. Aunque poco numerosa, la biblioteca era escogida. Juntamente con los libros que pueden considerarse como de fondo en las bibliotecas de la Edad Media, por ejemplo, la Crónica Troyana («la destruyción de Troya»), la General Estoria y la Crónica de España del Rey Sabio, el Regimiento de Príncipes de Egidio Romano, el Libro de los enseñamientos e castigos de Aristótiles a Alexandre, la Suma de las crónicas, están las principales producciones del siglo XV: el Cancionero del Marqués de Santillana, el Corvacho del Arcipreste de Talavera, la Visión Deleytable de Alfonso de la Torre, los Trabajos de Ercoles de Don Enrique de Villena, un Compendio de Medicina, que debe de ser [p. 361] el de Chirino, la Crónica Valeriana y otros tratados de Mosén Diego de Valera, una Declaración de las paradojas, que puede ser la del Tostado, y un libro de Juan Rodríguez del Padrón, que no es posible identificar con ninguno de los conocidos: «la admiración que hizo Juan Rodríguez». Caso singular: no hay un Dante ni un Petrarca: la literatura italiana está representada exclusivamente por Juan Boccaccio.

## Vida y obra
No está claro el año de su nacimiento. Un numeroso grupo de críticos se inclina por 1412. Pero un dato de la Crónica del halconero de Juan II apoyaría el año 1415. Por el testamento de su madre se averigua que su maestro fue Garci Fernández del Castillo; con él aprendió latín y algunas humanidades. Era bastante joven cuando participó en el sitio a la fortaleza de Huéscar acompañando a su tío el marqués de Santillana, en 1432. En ese mismo año había acudido con sus hermanos a unas justas ordenadas por Juan II en Valladolid.
Su actuación política, siempre acorde con la del clan familiar, se caracterizó primero por el enfrentamiento con el condestable del rey Juan II, Álvaro de Luna, contra cuyas tropas luchó uniéndose a los infantes de Aragón en la batalla de Olmedo (1445). En 1448, junto con su hermano Rodrigo Manrique y Alonso Fajardo cabalgó hacia Murcia y tomaron la ciudad; el rey y el condestable enviaron tropas para recuperarla, pero se acordó una tregua. Al año siguiente (1449), junto con otros nobles, participó también en el fallido sitio del castillo de Cuenca. Por fin, con ayuda de la joven reina Isabel, la nobleza logra convencer a Juan II de la inconveniencia de su valido don Álvaro de Luna y este perdió el favor y fue ejecutado en Valladolid el 2 de junio de 1453. Un año después, falleció el monarca. Su sucesor Enrique IV devolvió los bienes usurpados por el valido a la familia Manrique y nombra a Gómez corregidor de Salamanca a fines de 1454, cargo que desempeñó durante tres años. Los Manrique acompañaron al monarca a Andalucía (Baza y Guadix) en la campaña de 1458 que indispuso de nuevo a la nobleza contra la autoridad real, porque, cuando recorrían el campo de Huéscar, una flecha islámica hirió de muerte a Garcilaso de la Vega, cuñado de don Rodrigo Manrique y caballero muy querido por todos, y el rey Enrique le negó la encomienda de Montizón al único hijo del caballero muerto y se la dio a Diego de Iranzo, hermano del encumbrado a condestable Miguel Lucas de Iranzo. La nobleza no comprendió esto y empezó a rechazar al rey. El propio Gómez compuso un sentido planto en arte mayor, Defunsión del noble caballero García Laso de la Vega. En ese mismo año de 1458 murió su tío y maestro don Íñigo López de Mendoza, marqués de Santillana, y le dedicó otra elegía fúnebre, El planto de las Virtudes e Poesía por el magnífico señor D. Íñigo López de Mendoza. La política del rey de conceder concede cargos a personas ajenas a la nobleza hizo que cundiera en descontento entre esta, que se organizó en una confederación (en la que figuraban los Manrique y el arzobispo de Toledo Alonso Carrillo de Acuña) y se redactó un documento para pedir al rey, entre otras cosas, que nombrara heredero a su hermano Alfonso, algo que refrendó el rey de Aragón. Es este el momento en que Gómez Manrique empezó a frecuentar el círculo de intelectuales, poetas y escritores que rodean al arzobispo y más tarde formarán la corte de Alfonso: Pedro Guillén de Segovia, Juan Álvarez Gato, Alonso de Palencia, Pedro Díaz de Toledo, Rodrigo Cota, Juan de Mazuela, Jorge Manrique, Sancho de Rojas y otros. En 1464 se reunieron en Alcalá de Henares para mandarle otra misiva.
Así que los Manrique apoyaron al infanteAlfonso contra Enrique IV en la Farsa de Ávila (1465); eAlfonso lo nombró corregidor de Ávila en ese mismo año; por entonces su fama de poeta era tanta que el mismo rey Alfonso V de Portugal le pidió insistentemente una colección de sus obras, algo que al cabo se avergonzó de hacer:

Así por letras suyas a mí enviadas como por otras que envió al muy magnífico señor conde don Enrique, mi tío, con tanto afinco, que vista la dilaçión que yo daba, a la postre me hobo de enviar a la çibdad de Ávila, donde a la sazón estaba, un secretario suyo con esta mesma demanda, y tanto me aquexó que, de vergüeña suya, hobe de posponer la mía. E delibrando de complir su mandamiento, fize buscar por los suelos de mis arcas algunas obras mías que allí estaban (como ellas mereçían) e procuré de haber otras de otros, mal conoçedores de aquellas, que las tenían en mejor lugar. E así començé a fazer una copilaçion dellas; mas, después de fecha, acordándoseme de un refrán que dize "no hay mayor neçedad que la que pareçe escrita", desque vi tantas ayuntadas, delibré de perder la vergüença a su real señoría por no envergonçar a mí.

Por último, sirvió fielmente a Isabel la Católica aun antes de que esta accediera al trono, ya que intervino para concertar los desposorios entre Isabel y Fernando de Aragón y fue el encargado de escoltar a Fernando por tierras castellanas para la celebración de su boda con la entonces infanta Isabel en Valladolid, en 1470; para conseguirlo Gómez había tenido que hacer muchas negociaciones con nobles indecisos, por ejemplo Juan Pacheco, retener en el bando profernandino a don Fadrique y el Conde de Cabra, tranquilizar al inquieto y soberbio arzobispo Alonso Carrillo, tentado por Portugal, e informar a Juan II de Aragón.
Los Reyes Católicos premiaron su fidelidad con la concesión del cargo de Corregidor de Toledo a principios de febrero de 1477, en cuyo ejercicio y hasta su muerte demostró una actuación honesta y ejemplar, manteniendo la ciudad fiel a Isabel en contra del arzobispo Alonso Carrillo de Acuña (desairado porque la reina no le había concedido ningún cargo cortesano, por lo cual entregó Talavera de la Reina a Alfonso V de Portugal) y descubriendo y reprimiendo una conspiración en la misma que intentaba entregar la ciudad a Juana la Beltraneja y el citado Alfonso V, en guerra contra los Reyes Católicos. Ciertamente el gobierno de Toledo no era fácil, porque también luchaban entre sí las familias nobles principales de los Cifuentes y de los Ribadeneira. Gómez, sin embargo, los mantuvo a raya a todos, construyó las Casas Consistoriales e hizo grabar en sus escaleras aquellos célebres versos:

Nobles discretos varones
que gobernáis a Toledo,
en aquestos escalones
desechad las aficiones,
codicias, amor y miedo.
Por los comunes provechos
dexad los particulares.
Pues vos fizo Dios pilares
de tan riquísimos techos,
estad firmes y derechos.
Gómez Manrique

Gonzalo Fernández de Oviedo en sus Batallas y quincuagenas le dedicó un diálogo en que no le escatimó elogios: «Fue un caballero muy valiente... uno de los estimados caballeros de Castilla e valiente lanza por su persona, e de los muy sabios e bien hablado, e muy hombre en todos sus fechos... gentil poeta y de sutil ingenio». En efecto, fue uno de los poetas más famosos de su época y tomó ora la espada ora la pluma: luchó contra Juan II, no simpatizó con Enrique IV y se alineó con Isabel, futura reina Católica, contra Juana, como su sobrino Jorge. En la epístola nuncupatoria que dirigió a Rodrigo Alonso Pimentel, IV conde de Benavente, dedicándole una colección de sus obras, defendió la compenetración de las armas y las letras. Las primeras, dice,

Oí desde mi moçedad en el escuela de uno de los más famosos maestros que, commo vuestra merçed bien sabe, hobo en nuestros tiempos, que fue mi señor e mi hermano don Rodrigo Manrique, maestre de Santiago, digno de loable memoria. Allí aprendí a sofrir peligros y trabajos y nesçesidades juntamente... y esto no podré dezir que haya fecho en el estudio de las sçiencias ni del arte de la poesía, porque yo estas nunca aprendí nin tove maestro que me las mostrase, de lo qual las mesmas obras mías dan verdadero testimonio, y aun non valgo más por ello. Que, commo quiera que algunos haraganes digan ser cosa sobrada el leer y saber a los caballeros, commo si la caballería fuera a perpetua rudeza condepnada, yo soy de muy contraria opinión, porque a estos digo yo ser complidero el leer e saber las leyes e fueros e regimientos e gobernaçiones de los pasados que bien rigieron e gobernaron sus tierras e gentes, las fazañas e vidas e muertes de muchos famosos varones que vida virtuosa vivieron e virilmente acabaron... No solamente es complidero, mas [es] nesçesario saber las difiniçiones de la prudençia para regir, de la justiçia para tener sus pueblos e gentes en paz, de la temprança para los comportar, de la fortaleza para los defender; y si justo caso lo ofreçerá, para los acreçentar, inquiriendo fama e provecho despojado de tiranía...

Gómez tuvo que declarar la guerra al proportugués Marqués de Villena y poner sitio a su principal baluarte en el reino de Toledo, Escalona. En el curso de las refriegas de 1479 murió su sobrino, el poeta Jorge Manrique, durante el asedio al castillo de Garcimuñoz. Ese año concluyó también la guerra.
Los últimos años de su vida en el gobierno de Toledo fueron tristes en la esfera personal. Recordaba la muerte de sus hijos Luis y Catalina en 1480 y la forzada separación de su esposa Juana de Mendoza, que había sido nombrada camarera de la reina y había enfermado, no habiendo podido reunirse con ella a causa de las muchas ocupaciones que lo retenían en Toledo. Además, como sus amigos Fernando de Pulgar y Juan de Lucena, no simpatizaba con la llegada de la Inquisición a Castilla la Nueva y la opresión por parte de los fanáticos cristianos nuevos a los que judaizaban en secreto. Alonso de Palencia contó en sus Guerras de Granada que "logró persuadir a la reina con muchos argumentos de las ventajas de aplazar semejante Inquisición, sobre todo en aquellas circunstancias". En 1484 logró evitar una matanza cuando se enteró de que los conversos preparaban un motín para el día del Corpus; arrestó a los principales cabecillas, entre los cuales estaba su mismísimo teniente corregidor, Alfonso de la Torre, y un tal Lope Churizo, y presidió los juicios y las ejecuciones. En ese mismo año restauró el puente de Alcántara. 
Ana María Álvarez Pellitero señaló que en el inventario de sus bienes hecho a su muerte destacaba una nutrida biblioteca, casi comparable a la del Marqués de Santillana; Antonio Paz y Meliá fue el primer editor de su Cancionero, en que se muestra como un dotado y original poeta cancioneril y como uno de los primeros dramaturgos en castellano, provisto además de desusadas preocupaciones sociales y políticas para su época. Asimismo, fue muy hábil para la sátira en sus piezas «Razonamiento del rocín a un paje» y otras muchas.
Los muchos trabajos políticos y militares de la revuelta Castilla en que le tocó vivir dejaron poco tiempo a Gómez Manrique para dedicarse a la lectura y la escritura y él mismo se quejó de esta circunstancia:
Con las revueltas de hogaño / está mi pluma distrata, / que las horas y candelas / que se gastaban leyendo / agora gasto poniendo / rondas, escuchas y velas
Dejó alrededor de un centenar de poemas y prosiguió y concluyó las Coplas contra los pecados mortales que Juan de Mena había dejado incompletas, donde incluyó un famoso pensamiento que reaparece en otros escritos que le están atribuidos:
Todos somos de una masa / a la cual nos tornaremos; / pues, ¿por cuál razón seremos / desiguales en la tasa?
Escribió una elegía Consolatoria a la "magnífica, noble, gentil doña Juana / en amor sin duda más grande que hermana / condesa de Castro, de Denia, de Ayora" y el famoso Planto de las virtudes y la poesía a la muerte del Marqués de Santillana, sin olvidar los Consejos para el señor Diego Arias de Ávila, uno de los favoritos de Enrique IV y antecedente directo de las Coplas a la muerte de su padre de su sobrino Jorge Manrique. 
En los Consejos exhorta al caballero a usar el poder con moderación y templanza y a cumplir con grandes y pequeños las leyes de la justicia. Por demás, la Batalla de amores imita modelos galaicos y en las Coplas que hizo Mosén Pero Torrellas contra las damas, contradichas por Gómez Manrique se encuentra ya una defensa renacentista de las mujeres contra la postura misógina medievalizante del poeta cancioneril catalán Pere Torrellas. Mas, sin duda, su obra maestra en el género de la sátira es la Exclamación y querella de la gobernación, una durísima denuncia de la situación social de Castilla en su época.

### Precursor del teatro castellano
Fue uno de los precursores del teatro castellano con sus obras Representación del nacimiento de Nuestro Señor, los Momos, las Lamentaciones fechas para la Semana Santa y piezas de su Cancionero como la Canción a la concepción de Nuestra Señora que también podrían incluirse en el género dramático. 
La Representación del nacimiento de Nuestro Señor fue escrita entre 1458 y 1468 para las clarisas franciscanas del Monasterio de la Consolación (Calabazanos) del que su madre era priora y su hermana María, vicaria, que fue quien se la encargó. No desarrolla demasiado las posibilidades dramáticas del texto, pero, por el contrario, desahoga sus grandes capacidades líricas y, según Álvaro Torrente, es la primera vez en que se constata un uso consciente del canto en el teatro castellano. Sin embargo, tienen valor dramático las primeras escenas en que se muestra la duda de san José sobre la honra de María y la segura confianza de esta y la tercera escena con la visión de la Pasión que tiene la Virgen con la ofrenda de los instrumentos simbólicos de la Pasión, elementos estos que aparecen registrados en numerosas muestras de la poesía y el teatro europeo. De ese modo se unen misterio del Nacimiento y Pasión y muerte de Cristo, algo característico, según los especialistas, del franciscanismo. 
Las Lamentaciones fechas para la Semana Santa, transmitidas únicamente por el llamado Cancionero de Pero Guillén de Segovia y no recogido en los más autorizados de Gómez Manrique, son un ejemplo de poesía lírica con valor teatral. Según Álvaro Torrente se trata de una pieza cantada casi en su totalidad y es una versión del antiguo oficio litúrgico del Planctus Mariae que recogía el dolor de María al pie de la cruz en el Evangelio apócrifo de Nicodemo; además incluye un diálogo entre San Juan, Santa María y la Magdalena. Gómez Manrique se inspira en la tradición del planto o elegía fúnebre medieval y formula estas coplas dialogadas sin que se dé a entender que fuera representado.
Asimismo, Gómez Manrique compuso momos teatrales para los festejos cortesanos en los que, por ejemplo, las damas de la Corte hacían el papel de hadas. Son los Momos de doña Isabel por su hermano don Alfonso.